# Semaeopus perpolitaria
Semaeopus perpolitaria là một loài bướm đêm trong họ Geometridae.